# Kindred of the East
Kindred of the East (deutscher Titel Kinder des Lotos) ist ein Pen-&-Paper-Rollenspiel, das in der fiktiven Spielwelt Welt der Dunkelheit (World of Darkness) angesiedelt ist. Die Reihe erschien beim US-amerikanischen Verlag White Wolf. Von Feder und Schwert wurde aber nur das Grundbuch in deutscher Sprache veröffentlicht. 
Das Spiel entstammt der „Classic World of Darkness“ und beschreibt den asiatischen Teil der Spielwelt, wobei es einen von „Classic World of Darkness“-Spiel Vampire: Die Maskerade losgelösten Vampirmythos etabliert und verschiedene Elemente des „Classic World of Darkness“-Spiels Wraith: The Oblivion einfließen lässt.
Dem Grundbuch folgten im englischen verschiedene Erweiterungsbände die zusätzliche Aspekte der Spielwelt beleuchteten. Außerdem erschienen unter dem Logo „Year of the Lotus“ auch Quellenbücher, die sich mit asiatischen Versionen der Gestaltwandler, Wechselbälger und Magier befassen, deren westliche Pendants in den „Classic World of Darkness“-Spielen Werewolf: The Apocalypse, Changeling: The Dreaming und Mage: The Ascension vorkommen.

## Asiatischer Vampir
Vampire in diesem Spiel sind ruhelose Seelen, die aus einem offen gelassenen Grund, den Qualen einer der Höllen entkommen und in der stofflichen Welt als wandelnde Leichen aktiv sind. Dabei streben die meisten (speziell die Spielercharaktere) nach einer karmischen Wiedergutmachung für ihre Taten zu Lebzeiten, die sie durch bestimmte Lebensphilosophien, sog. Dharma, zu Erlangen versuchen.

### Spielregeln
Hier sind nur die Bücher aufgeführt, die ins Deutsche übertragen wurden. Für eine komplette Liste der englischen Bücher siehe List of Kindred of the East books in der englischen Wikipedia.
| Deutsch (Feder & Schwert) | Deutsch (Feder & Schwert) | Deutsch (Feder & Schwert) | Englisch (White Wolf)        | Englisch (White Wolf) | Englisch (White Wolf) |
| Name                      | Jahr                      | ISBN                      | Name                         | Jahr                  | ISBN                  |
| ------------------------- | ------------------------- | ------------------------- | ---------------------------- | --------------------- | --------------------- |
| Kinder des Lotos          | 1999                      | ISBN 3-93161-269-4        | Kindred of the East (WW2900) | 1998                  | ISBN 1-56504-232-8    |